# Dalla

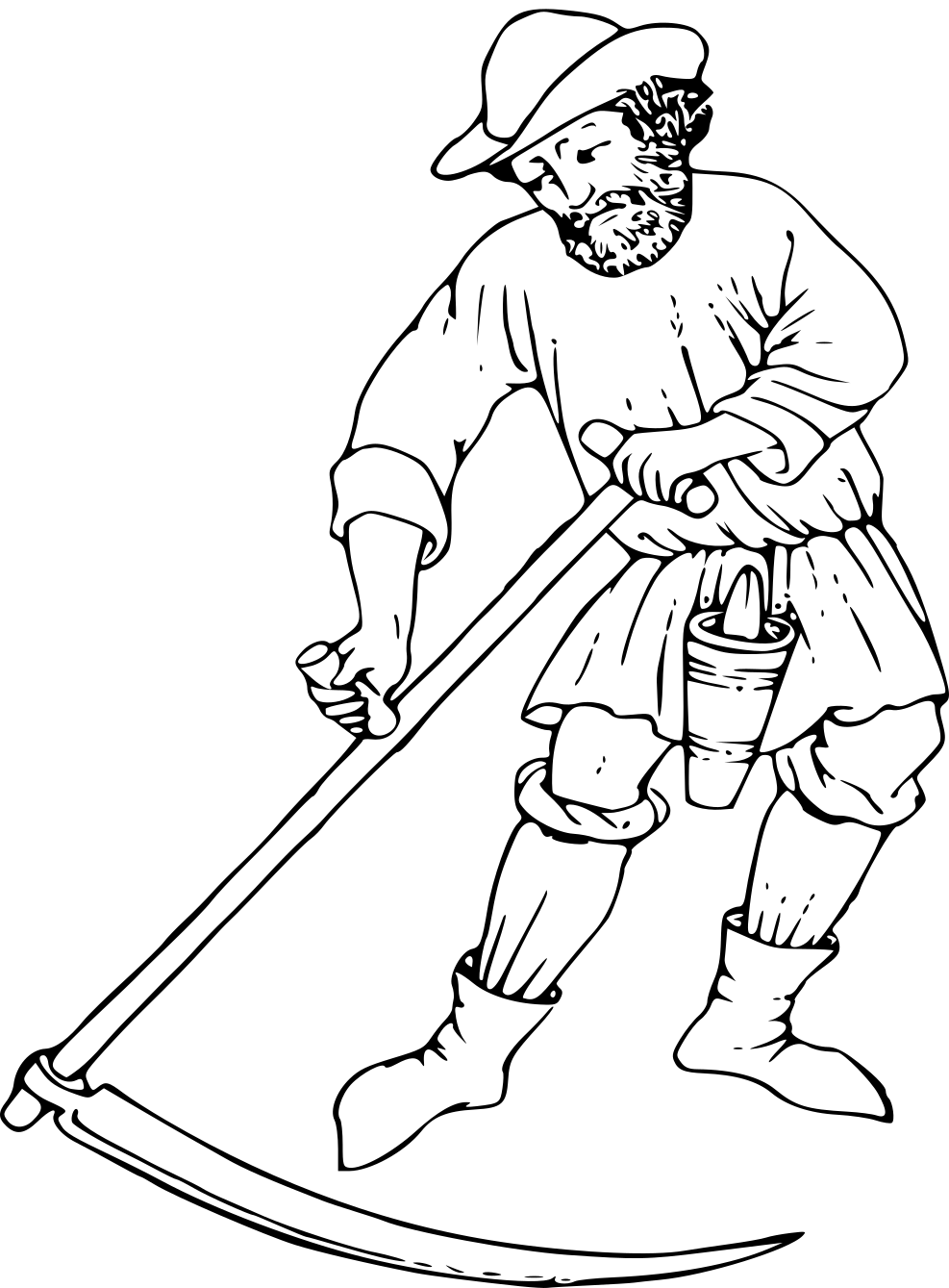
Manera d'usar la dalla

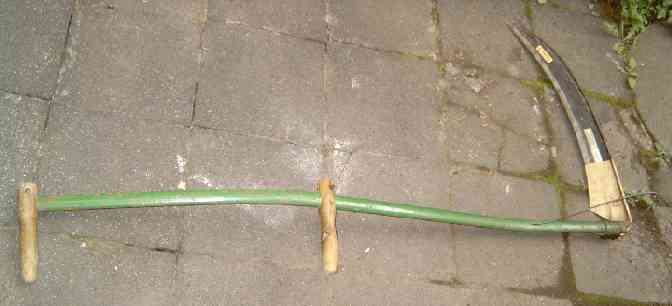
Dalla moderna

La dalla és una eina agrícola emprada principalment per tallar l'herba farratgera i el blat.
Consisteix d'una fulla de ferro puntuda amb tall per una vora menys corbada que la falç o corbella però molt més llarga, de fins a 80 cm i un mànec llarg (fins a 170 cm) de fusta o modernament també d'altres materials metàl·lics o plàstics. També necessita un altre petit mànec al mig del mànec llarg per poder controlar l'operació de dallar. Per utilitzar-la la làmina metàl·lica es disposa paral·lela a la superfície a tallar. És una eina ràpida però perillosa, especialment si es treballa en equips de dalladors situats a prop. La dalla no va aparèixer a Europa fins als segles xii-xiii i va substituir la falç en alguns casos. Actualment la seva feina la fan recol·lectores.
Al País Basc i Cantàbria la dalla constitueix un dels esports tradicionals concretament l'anomenat segalariak o segalaris que consisteix en una competició de segar herba amb la dalla.

## Història

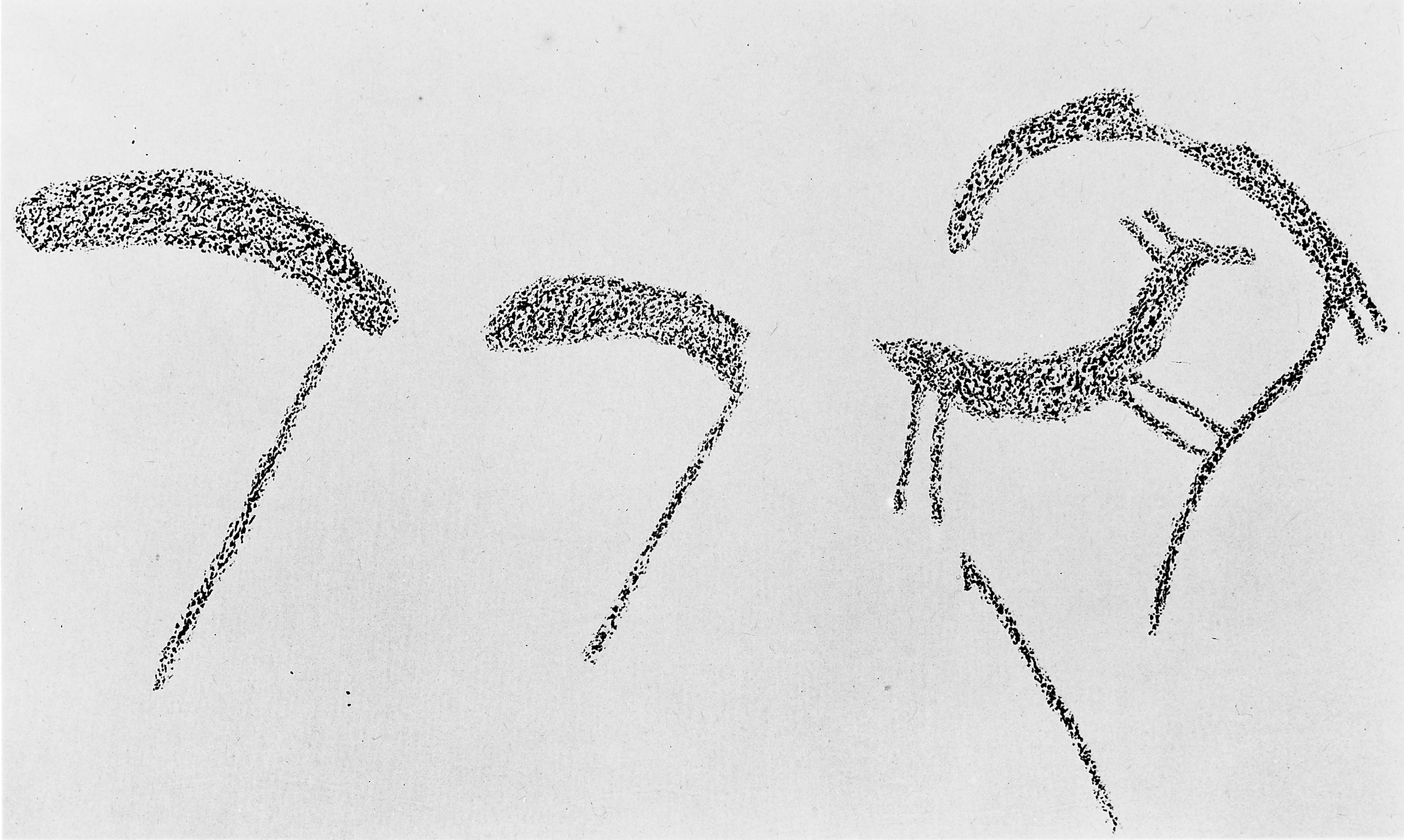
Gravat rupestre del Neolític amb dalles, Noruega.

Les dalles poden remuntar-se al 5000 aC; sembla que es van utilitzar des dels assentaments de la Cucuteni-Trypillia, generalitzant-se amb el desenvolupament de l'agricultura. Inicialment utilitzada sobretot per segar el fenc, al segle xvi havia substituït a la falç per segar les collites, ja que la dalla era millor  ergonòmicament i, en conseqüència, més eficient. Al voltant de 1800 la bressol per a gra s'afegia de vegades a la dalla estàndard quan se segava el gra; el bressol era un afegit de lleugers dits de fusta per sobre de la fulla de dalla que mantenia les tiges del gra alineades i els caps junts per facilitar la recollida i el trillat. En el món desenvolupat, la dalla ha estat substituïda sobre manera pel tallagespa motoritzat i la recol·lectora. No obstant això, la dalla va seguir sent d'ús comú durant molts anys després de la introducció de les màquines perquè una segadora de barra lateral  –  fos tirada per un cavall o un tractor  –  no podia segar davant de si mateixa, i les dalles seguien sent necessàries per obrir un prat netejant la primera filera per donar espai a la segadora mecànica per arrencar.

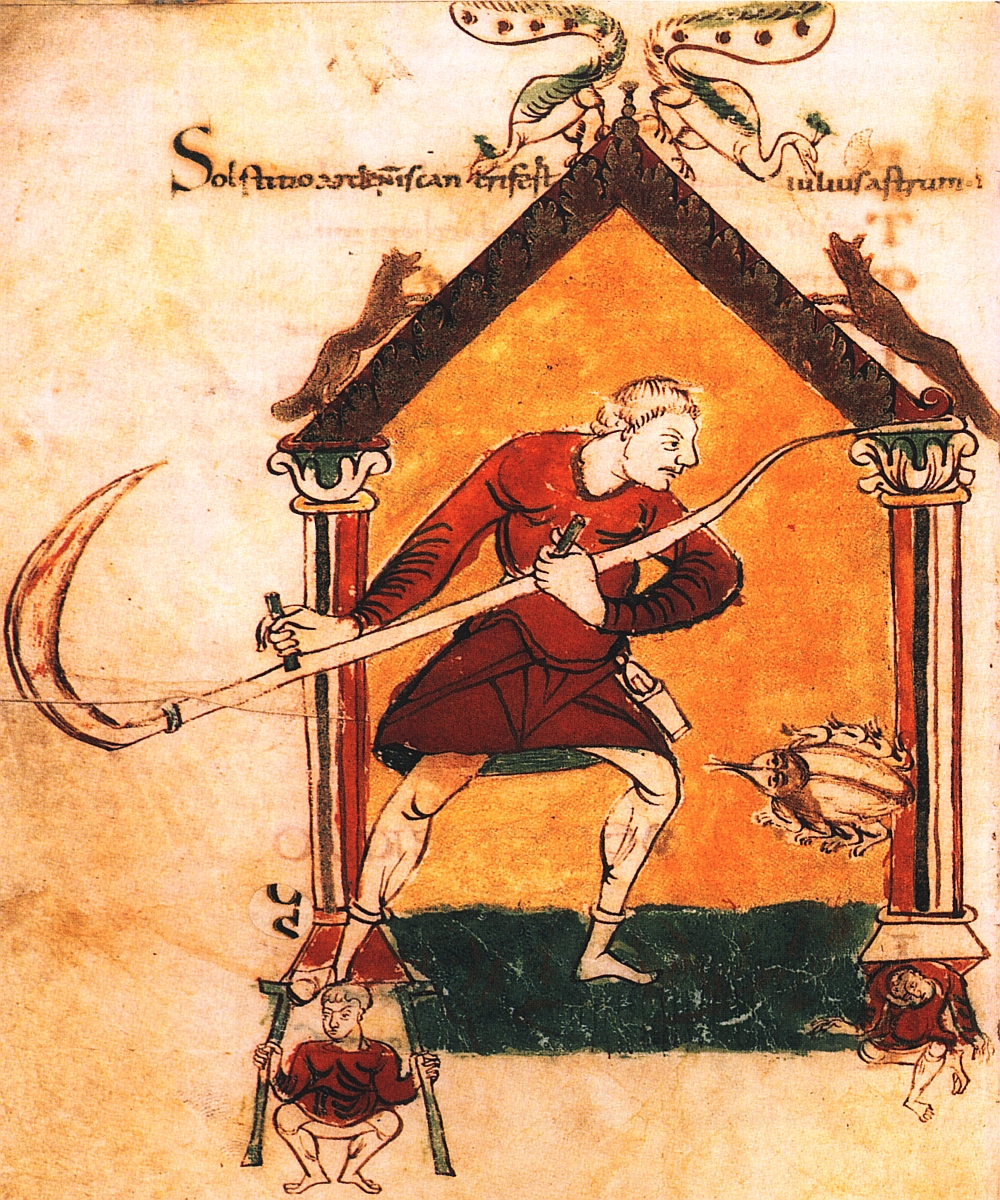
Camperol alemany amb dalla de l'any 850.

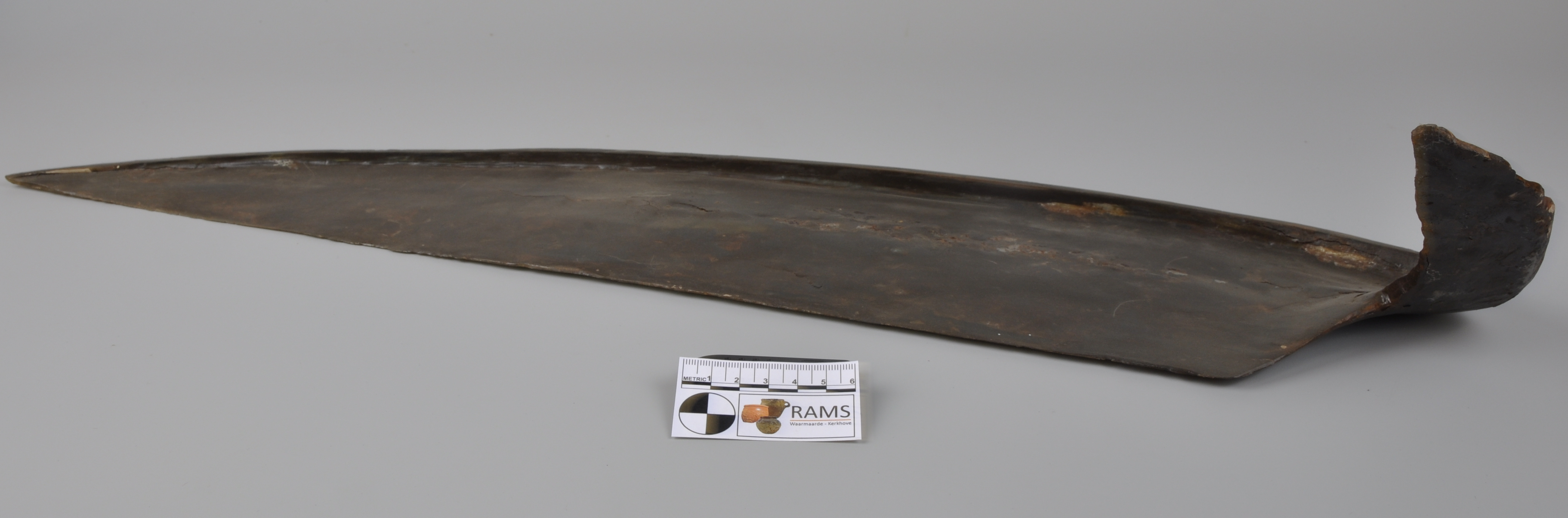
Fulla de dalla de l'Edat Mitjana primerenca del jaciment merovingi de Kerkhove-Kouter a Bèlgica (número de col·lecció: RAMS00393).

El Diccionari d'Antiguitats Gregues i Romanes de Sir William Smith sosté que la dalla, coneguda en llatí com a falx foenaria en contraposició a la falç, la falx messoria, era utilitzada pels antics romans. Segons l'antiga mitologia grega, Gea – la deessa grega i mare dels Titans – li va donar una falç feta del metall més fort al seu fill menor Cronos, que també és el menor dels Titans i déu de la collita, per venjar-se del seu marit Úranos per torturar als seus fills majors. La Parca es representa sovint portant o brandant una dalla. Segons Jack Herer i Flesh of The Gods (Emboden, W. A. Jr., Praeger Press, Nova York, 1974), els antics escites cultivaven cànem i el collien amb una segadora manual que es consideraria una dalla.
El caseriu industrial d'Abbeydale a Sheffield, Anglaterra, és un museu d'una fàbrica de dalles que va estar en funcionament des de finals del segle XVIII fins a la dècada de 1930. Això formava part de l'antic districte de fabricació de dalles del nord de Derbyshire, que s'estenia fins a Eckington. Altres districtes anglesos de fabricació de dalles inclouen el dels voltants de Belbroughton.

## Àmbit i ús

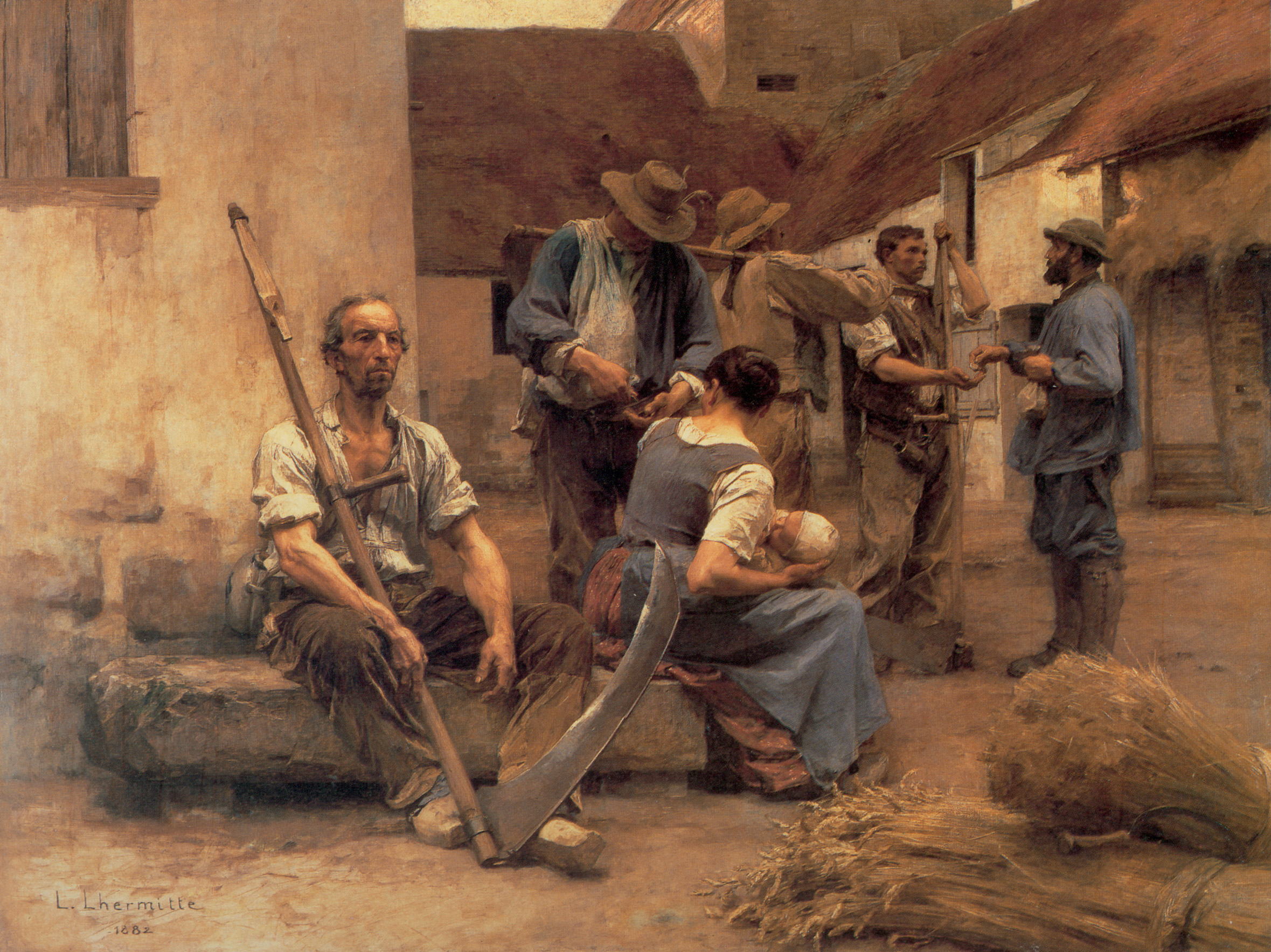
Camperols prenent descans després de la jornada. La Paye des moissonneurs. Léon Augustin Lhermitte (1882), musée d'Orsay, París.

L'arribada dels mitjans mecànics l'ha portat al desús als països desenvolupats, encara que sobreviu per tradició a moltes zones rurals i es realitzen campionats recreatius de sega, per exemple al nord d'Espanya. Al Canadà i als Estats Units és més usada i a Llatinoamèrica es coneix molt poc, ja que s'usa sobretot el matxet, però no el seu ús als països asiàtics i europeus de l'orient on se li dona molta importància al seu ús especialment als pagesos de llocs molt muntanyosos. A l'índia ara té un gran auge, ja que l'ús de mecanitzada està designada per a les grans companyies comercials.

## Disseny

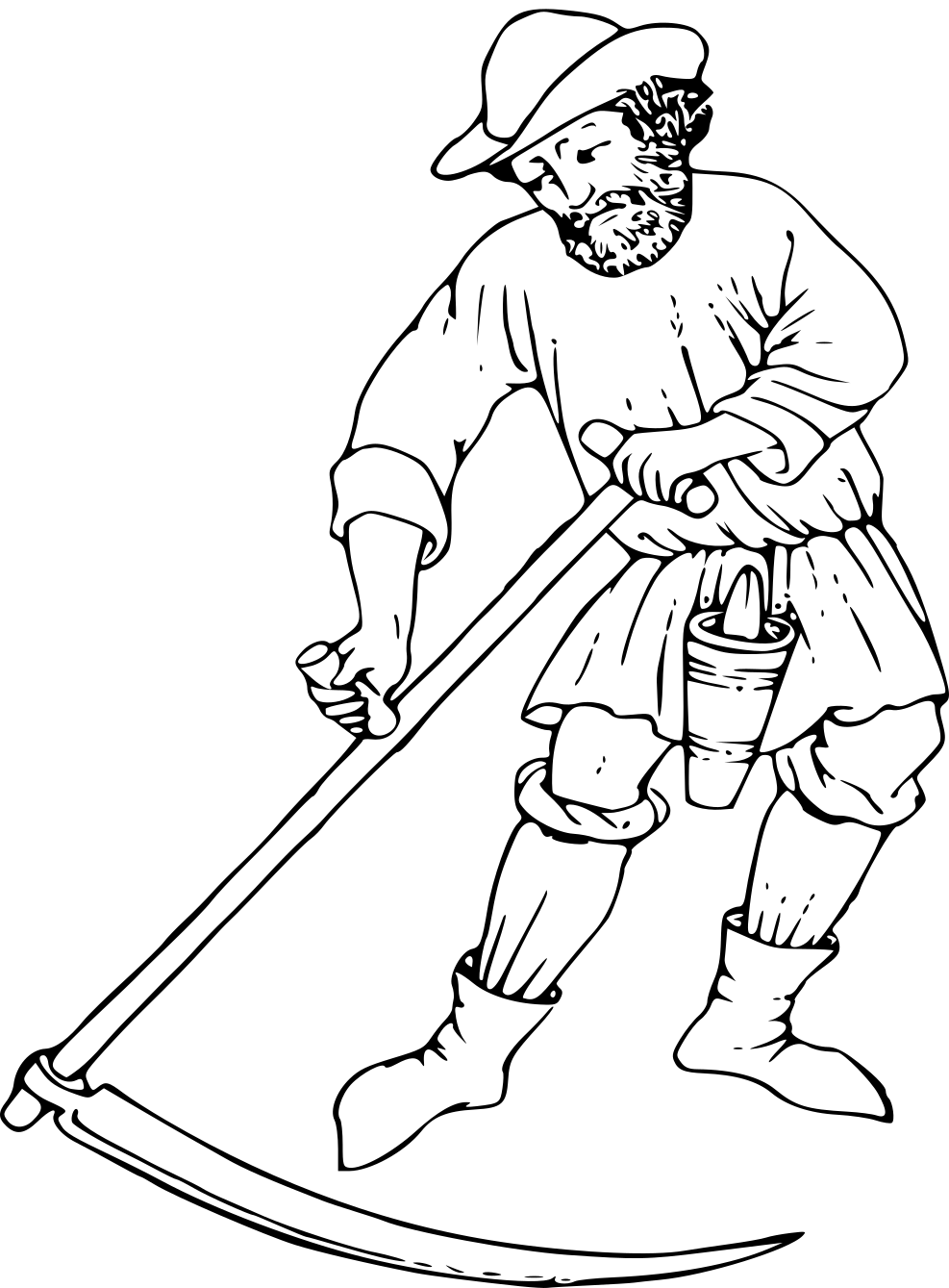
Dibuix d'un camperol medieval usant la dalla.

Aquest instrument requereix un disseny elaborat perquè la seva utilització produeixi bons resultats. La dalla es compon d'una fulla i una nansa. La fulla té forma d'arc de gran radi, que es prolonga en punta per l'extremitat lliure. Sol ser d'acer, més per la seva resistència que per la seva mal·leabilitat. Es consideren en aquesta làmina tres parts:
- El tall;
- El llom o cant;
- El taló: està una mica encorbat en un angle aproximat d'uns 35 graus i acaba en un ganxo que s'enllaça a una anella del mateix mànec, quedant així fermament ben subjectada.

El mànec és de fusta i cap a la meitat de la seva longitud prèvia anàlisi de la mida de l'operari porta un agafador que l'operari subjecta amb la mà dreta o esquerra anomenat astil. A l'anella que serveix per subjectar la fulla es col·loquen falques de fusta o corretges per augmentar o disminuir l'obertura de l'angle format per la fulla.
Les dalles tenen totes la mateixa forma general. Les diferències entre elles depenen de la curvatura de la fulla i de la disposició de l'astil. A Espanya, és més habitual la dalla de mànec recte, si bé no deixen d'emprar-se en moltes comarques les de mànec corb, les quals són d'un gran ús als Estats Units on ara es fabriquen en alumini i fusta. Les seves dimensions varien de 120 a 180 centímetres de llarg i 80 o 92 centímetres de làmina i n'hi ha de 40 centímetres les quals tenen un ús per al tall de la canya de sucre i tall en àrees molt reduïdes, sent uns 10 centímetres l'amplada de la fulla al lloc d'enfilament o subjecció.

## Maneig

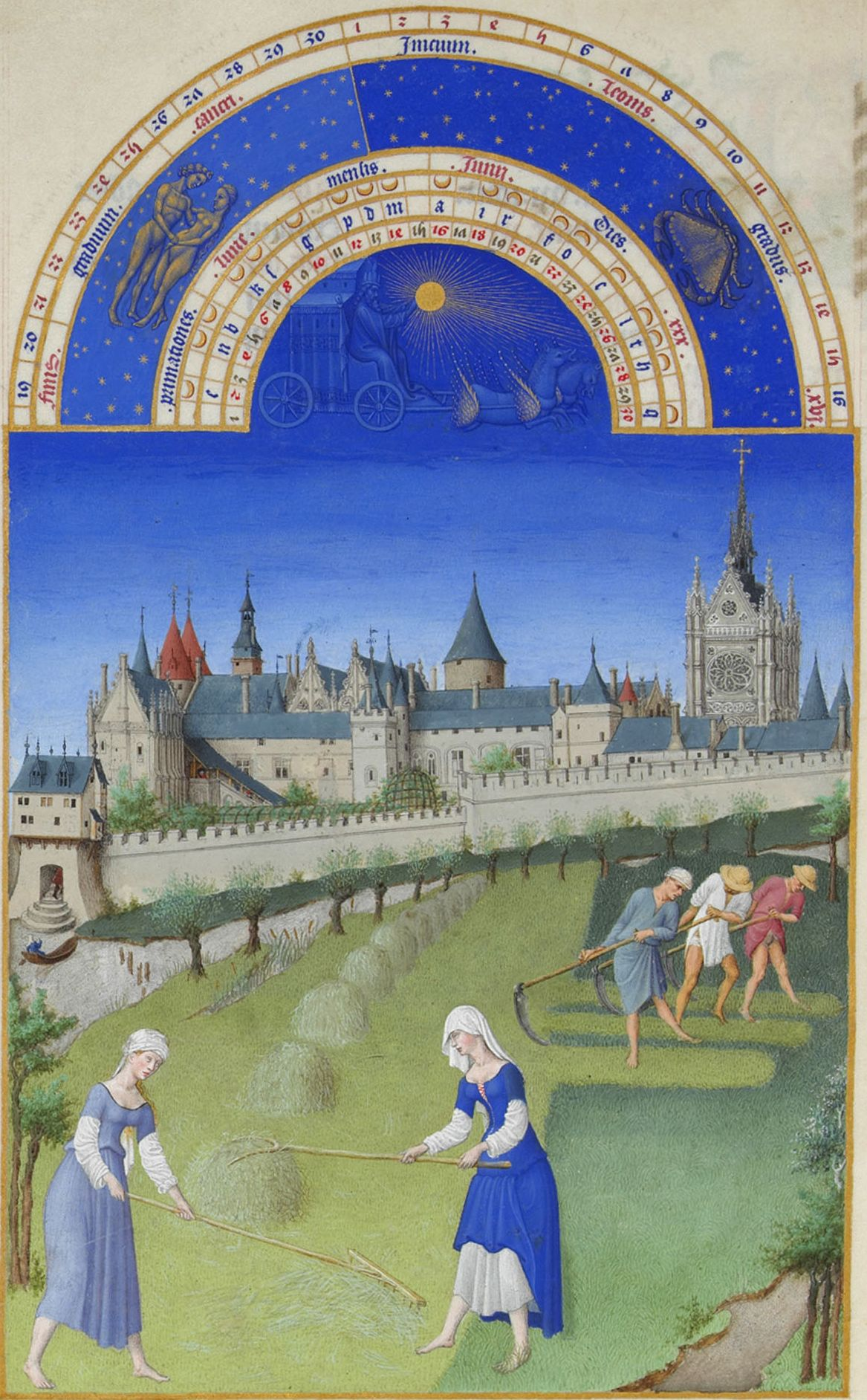
Feines agrícoles del mes de juny, il·lustració de Les molt riques hores del Duc de Berry (1411-1416). A la imatge s'observen algunes labors realitzades per camperols, entre elles la sega amb dalla.

El dallador ha de moure l'utill i el seu cos a com es pot veure al dibuix de la dreta d'aquesta pàgina (dibuix d'un camperol medieval usant la dalla), traçant arcs de dreta a esquerra o viceversa això depenent de la seva habilitat en l'ús de les mans o si és ambidextre i produint a cada cop el tall d'una faixa d'herba o de mies que queda dipositada a la banda esquerra o dreta formant una mena d'andana. Els resultats del treball depenen de la feina i l'habilitat del segador, sent possible arribar a segar al dia de 30 a 35 àrees de pradera i fins a 50 de blat i altres cereals, sempre que les condicions del terreny facilitin la tasca.

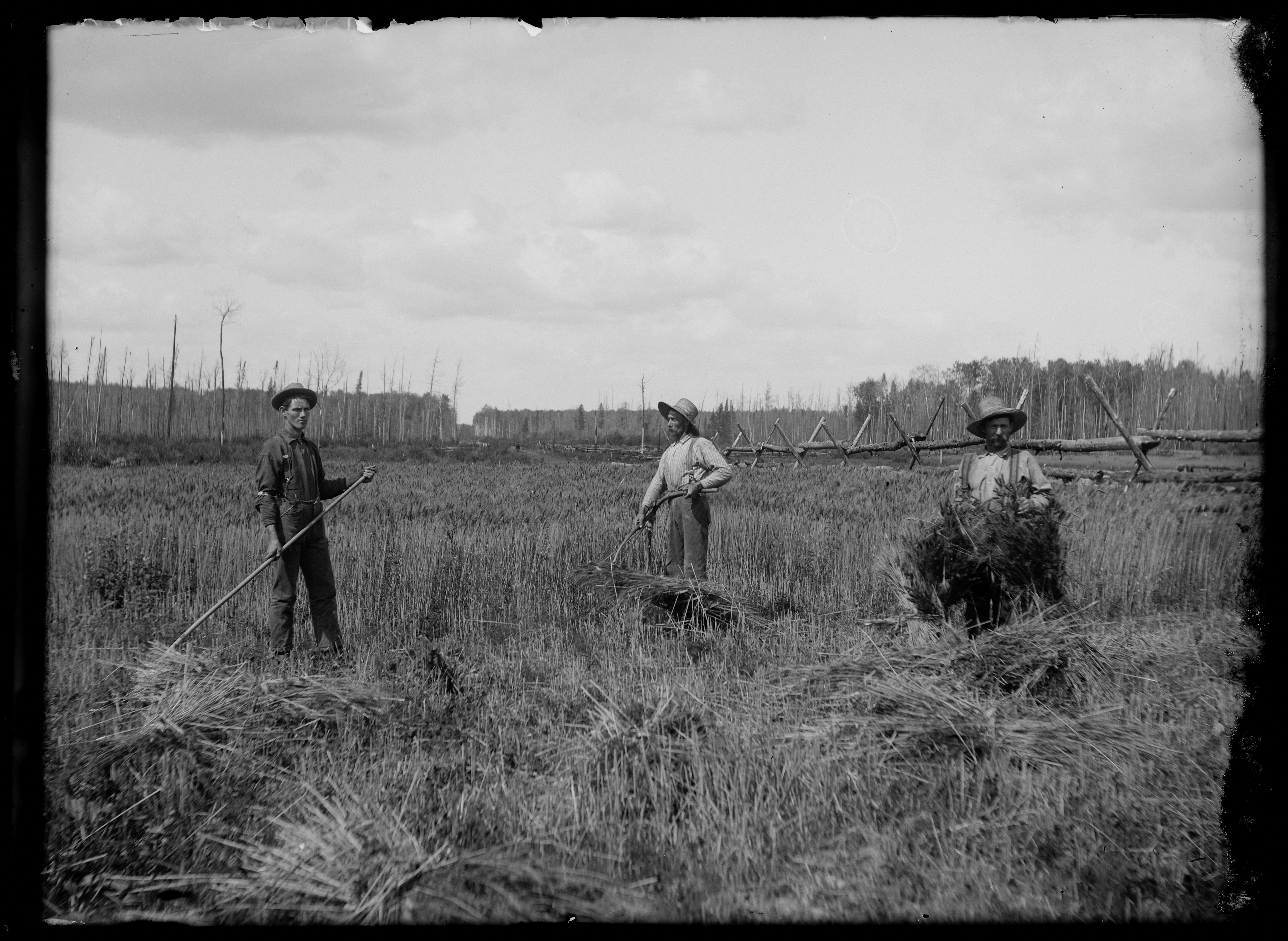
Homes treballant en un camp a prop de Fort Frances, entre 1900 i 1909.

El tallagespa es mou al llarg de la vora de tall amb l'herba sense tallar a la dreta i l'herba tallada col·locada en una fila ordenada a l'esquerra, al terreny prèviament tallat. El tall pot ser realitzat per un equip de dalles, generalment començant a les vores d'un prat, després avançant en el sentit de les agulles del rellotge i acabant en el mitjà. Tallar la gespa és més fàcil quan està humit, per la qual cosa històricament la producció de fenc començava a l'alba i, sovint, s'aturava d'hora, la calor del dia es passava rastellant i traginant el fenc tallat en dies anteriors o amartellant les fulles.
Les dalles estan dissenyades per a diferents tasques. Una fulla llarga i prima de 90 a 100 centímetres és més eficient per tallar pastura o blat, mentre que una dalla més curta i robusta de 60 a 70 centímetres és més apropiada per a desbrossar males herbes, tallar jonc o ciperàcies i es pot utilitzar amb la fulla sota l'aigua per netejar rases i cursos d'aigua. Es van utilitzar tallagespes hàbils que usaven dalles de fulla llarga molt esmolades per mantenir la gespa curta fins a la invenció del tallagespa. Moltes cultures han usat una varietat de bressols per atrapar i tallar diferents tipus de tiges de grans, mantenint els caps de les llavors alineades i col·locant-les de manera ordenada perquè siguin més fàcils de gavillar i garbellar.
Tallar la gespa amb una dalla és una tasca hàbil que requereix temps per aprendre-la del tot. Les dalles de fulla llarga, típicament són al voltant de 90 centímetres (com a l'exemple a continuació) i adequats per segar herba o blat, són més difícils d'usar al principi; en conseqüència, els principiants solen començar amb pales més curtes, generalment 70 centímetres o menys. Els errors comuns dels principiants inclouen configurar el cargol amb els mànecs a les ubicacions incorrectes per adaptar-se al cos, configurar el full en els angles de gir cap a dins i cap amunt incorrectes per adaptar-se a les condicions, triar un full que és massa llarg pel nivell d'habilitat, no començar amb una vora esmolat i perseverar amb un desfilat durant l'ús, picar o tallar l'herba, tractar de tallar una franja d'herba massa ampla d'una vegada i colpejar el terra amb la fulla. Històricament, els principiants confiaven en els mentors per ajudar-los a configurar i mantenir la dalla i per ensenyar-los a tallar la gespa de manera còmoda i eficient.

### L'acció de tallar

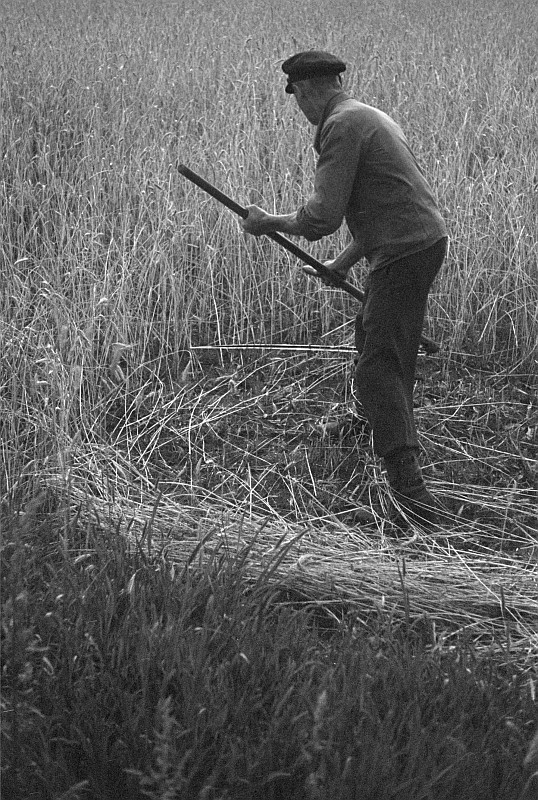
1. Començament del traç després d'avançar a la franja. Sega de sègol el 1945
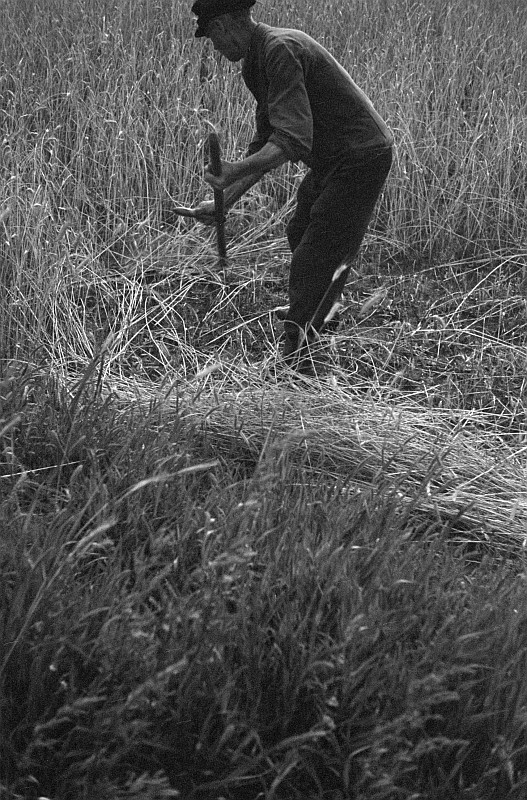
2. Girant a l'esquerra al tall i aprofundint la franja
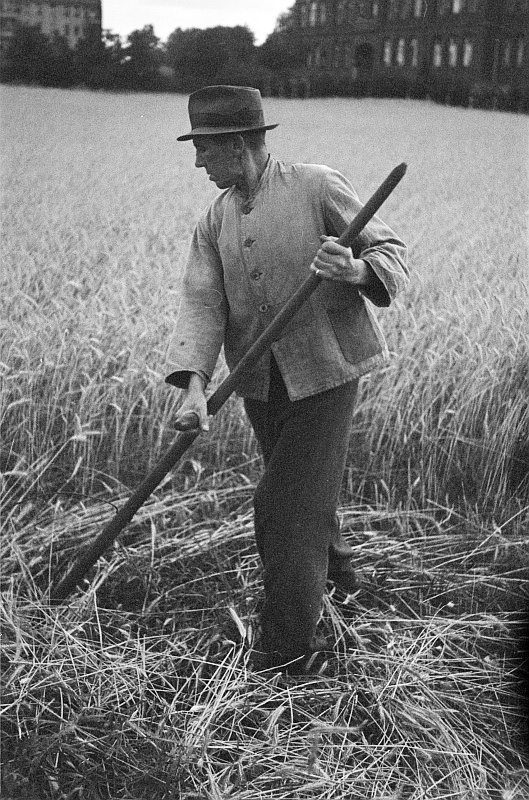
3. Finalització del traç i dipòsit a la filera a l'esquerra

### Afilat
Una tasca important per al seu funcionament correcte és l'esmolat o picat. Perquè el fil talli suaument l'herba de manera que el segador hagi de fer menys esforç cal afilar-lo cada cert temps, ja que els cops amb branquetes o pedres ho desgasten força. Això es realitza normalment donant petits cops al tall amb un martell especial dedicat a aquest efecte, a manera de enclusa sobre una mena de clau clavat a terra i també dissenyat per a aquesta tasca.
Una forma més ràpida, encara que menys eficient amb talls molt desgastats, és l'ús d'una pedra d'esmolar. Aquesta operació es pot fer més sovint, fins i tot en un moment sense haver d'abandonar la sega. La vora tallant d'un full de dalla tensada es manté mitjançant sorrejat ocasional seguit de polit freqüent. El granallat reforma la vora mal·leable amartellant. El propòsit d'aquesta tasca és crear el perfil de vora desitjat, per a endurir per treball localment el metall i eliminar osques i abonyegaments menors. Per tallar herba fina, l'angle de bisell pot ser extremadament fi, mentre que per a treballs més gruixuts es crea un angle més gran per donar una vora més robusta. El granallat requereix certa habilitat i es realitza amb un martell per amartellar i encluses especials o amb una plantilla per amartellar. Històricament, s'establia una estació de granallat a la vora del camp durant la collita, però ara és més probable que torneu al taller.
En el següent exemple, s'està esmolant un full de dalla curta que s'usa per netejar esbarzers. Abans de portar-la al bosc, la fulla és martella al taller: això reforma l'acer mal·leable per crear un perfil de vora que després es pot esmolar. El granallat es fa només ocasionalment; la freqüència depèn de la duresa de l'acer i la naturalesa del treball. La fulla austríaca que es mostra s'usa per tallar esbarzers de tija dura i es pica aproximadament cada trenta hores de treball. Les osques i els talls a la vora de la fulla generalment es poden eliminar de la fulla amartellant i formant un nou perfil de vora per brunyir.
Aquí es fa servir una plantilla de granallat, però les fulles es poden granallar lliurement utilitzant diversos dissenys d'encluses de granallat. La plantilla de granallat que es mostra té dues tapes intercanviables que estableixen diferents angles: primer es col·loca un angle gruixut a uns 3 mm de la vora i després es col·loca l'angle fi a la vora, deixant una vora que es presta per ser brunyit fàcilment. Després, la fulla s'esmola amb pedres d'esmolar cada cop més fines i després es porta al camp. Al camp, la fulla s'esmola usant una pedra d'esmolar fina i ovoide (o 'goma'), de gra fi per a l'herba, més gruixuda per als cultius de cereals. L'esmolada es realitza en el moment en què el tallagespa detecta que la vora s'ha sortit; això pot ser cada mitja hora o més depenent de les condicions. La pedra d'esmolar laminada que es mostra aquí té dos graus de pedra i es porta al camp amarada en una funda plena d'aigua al cinturó. S'instal·la una rebava a l'exterior de la fulla en fregar la fulla a l'interior; després es treu la rebava fregant-la suaument per fora. Hi ha moltes opinions, tradicions regionals i variacions sobre com fer-ho exactament; alguns països d'Europa de l'Est fins i tot van instal·lar les rebaves a l'interior.

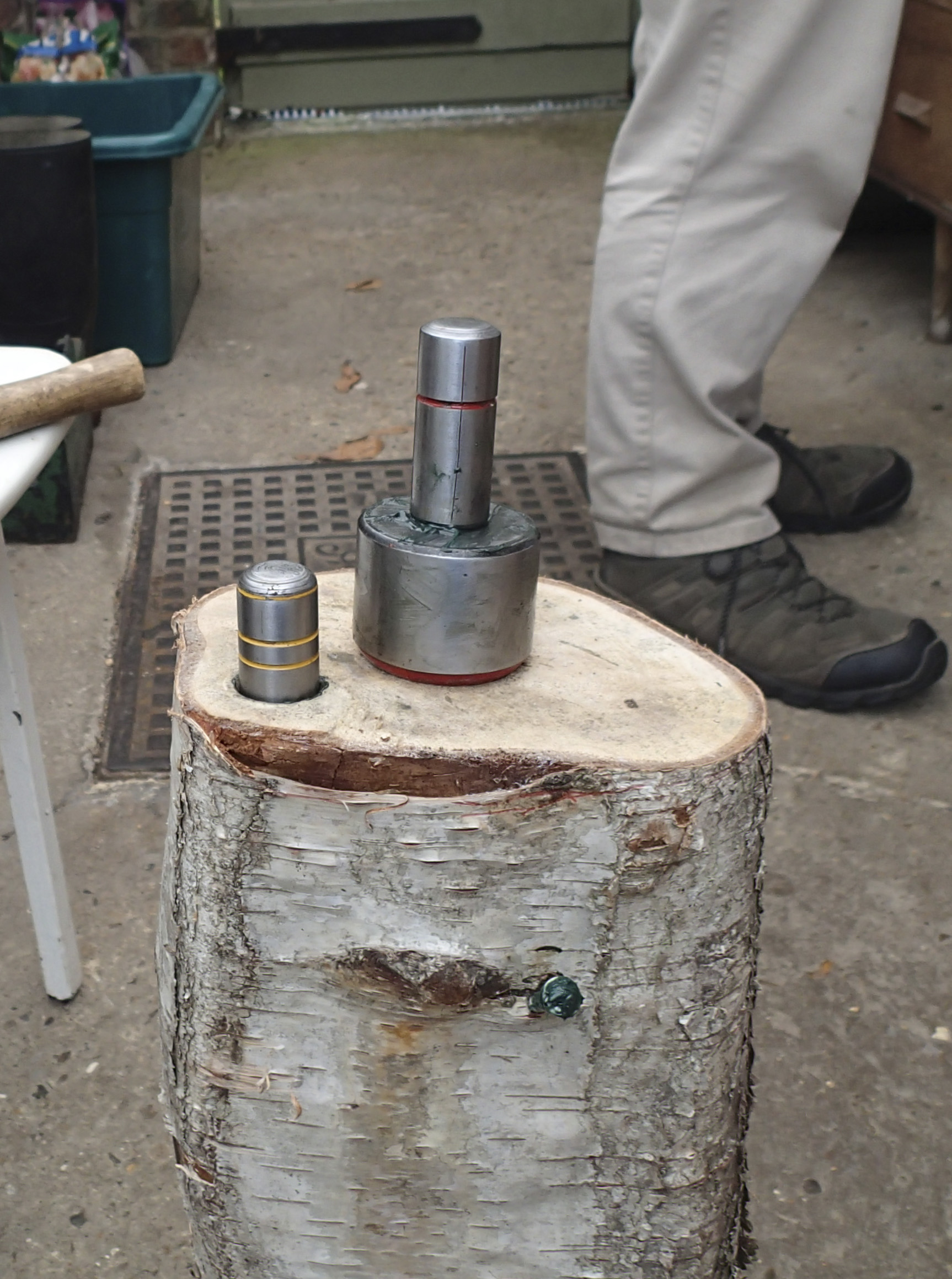
Una enclusa de plantilla de granallat. Cal tenir en compte les dues tapes codificades per colors.
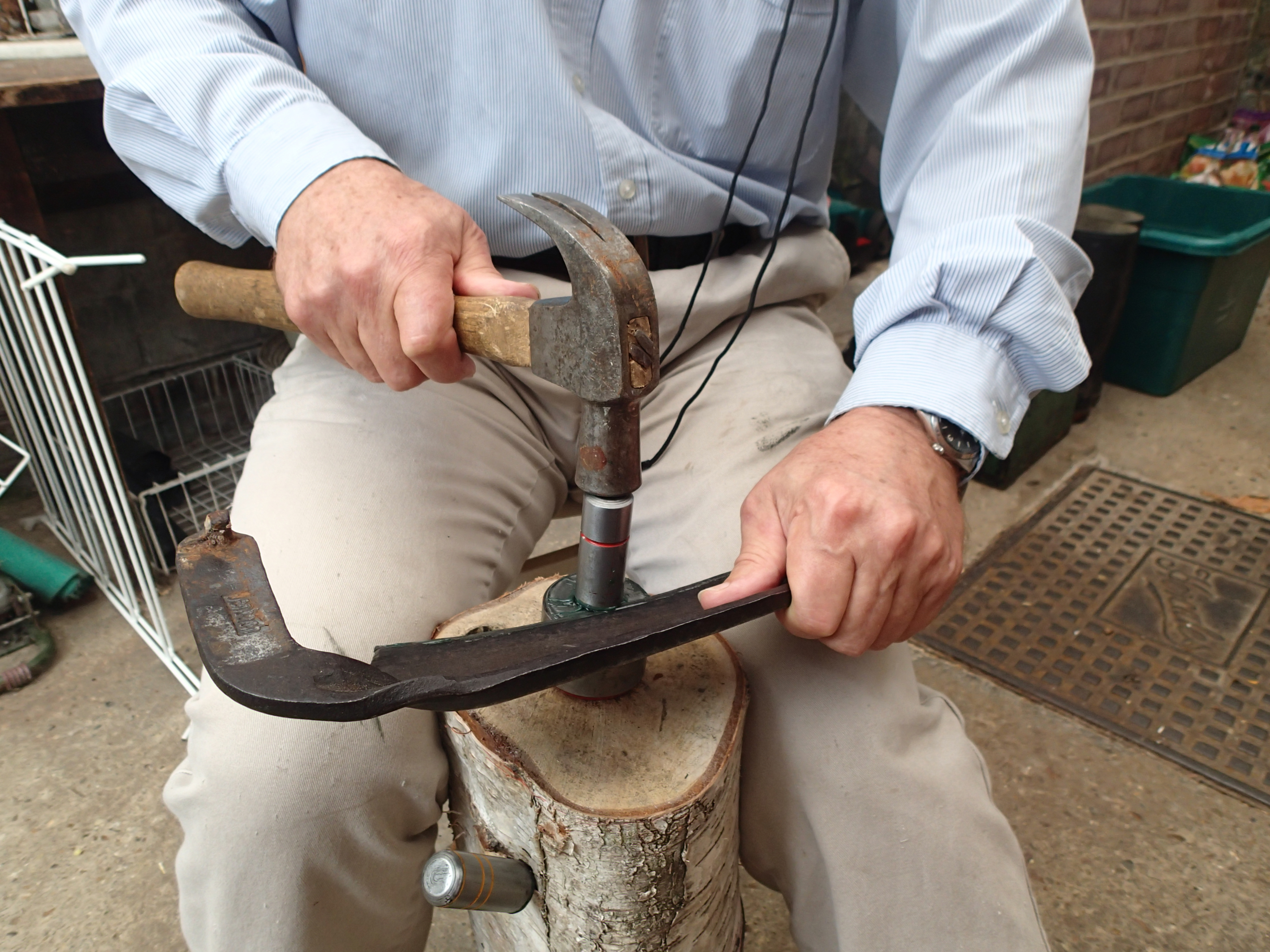
Colpejant el full d'una dalla usant la plantilla
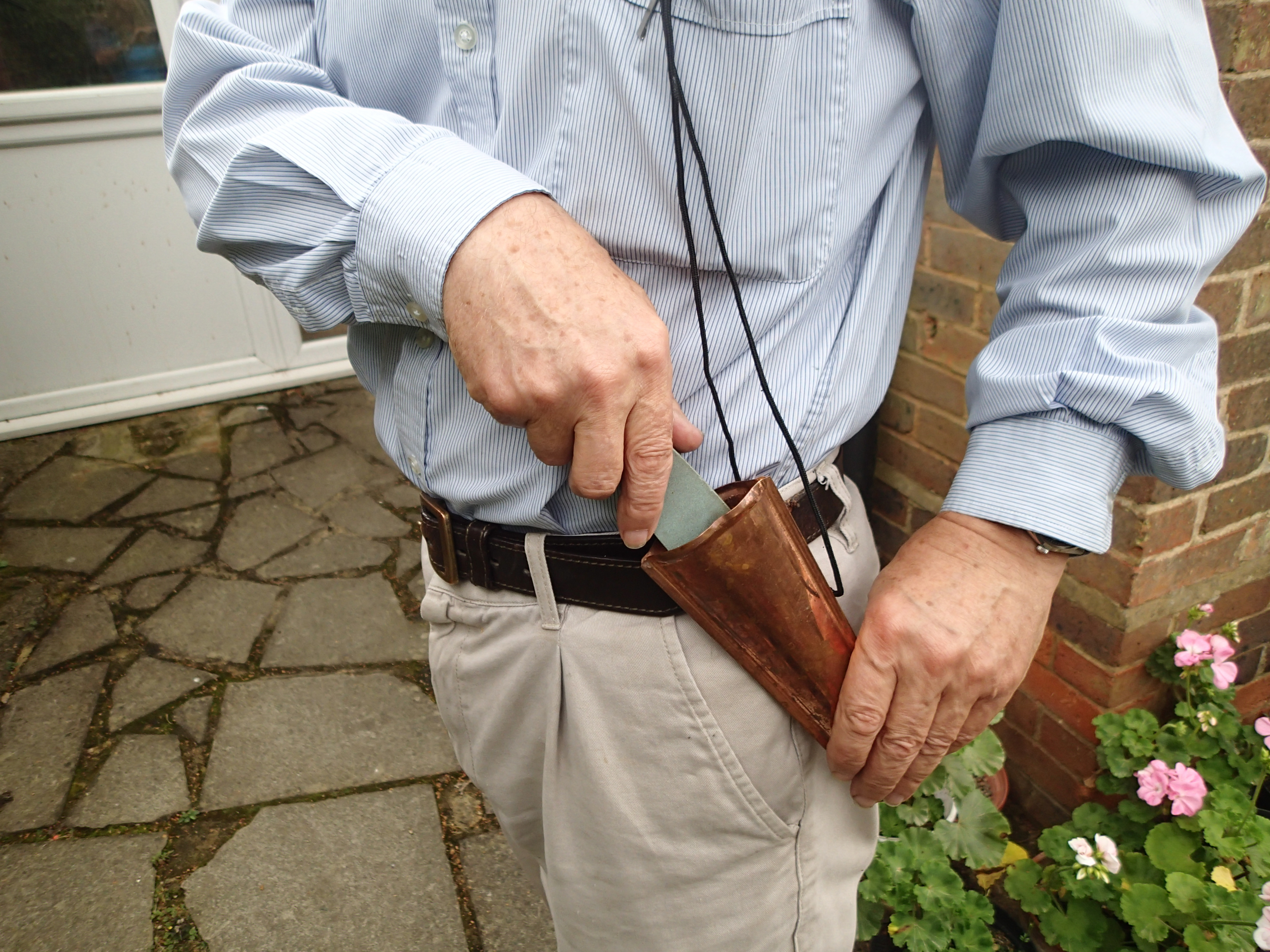
Una pedra d'esmolar ovoide típica amarada en una beina plena d'aigua
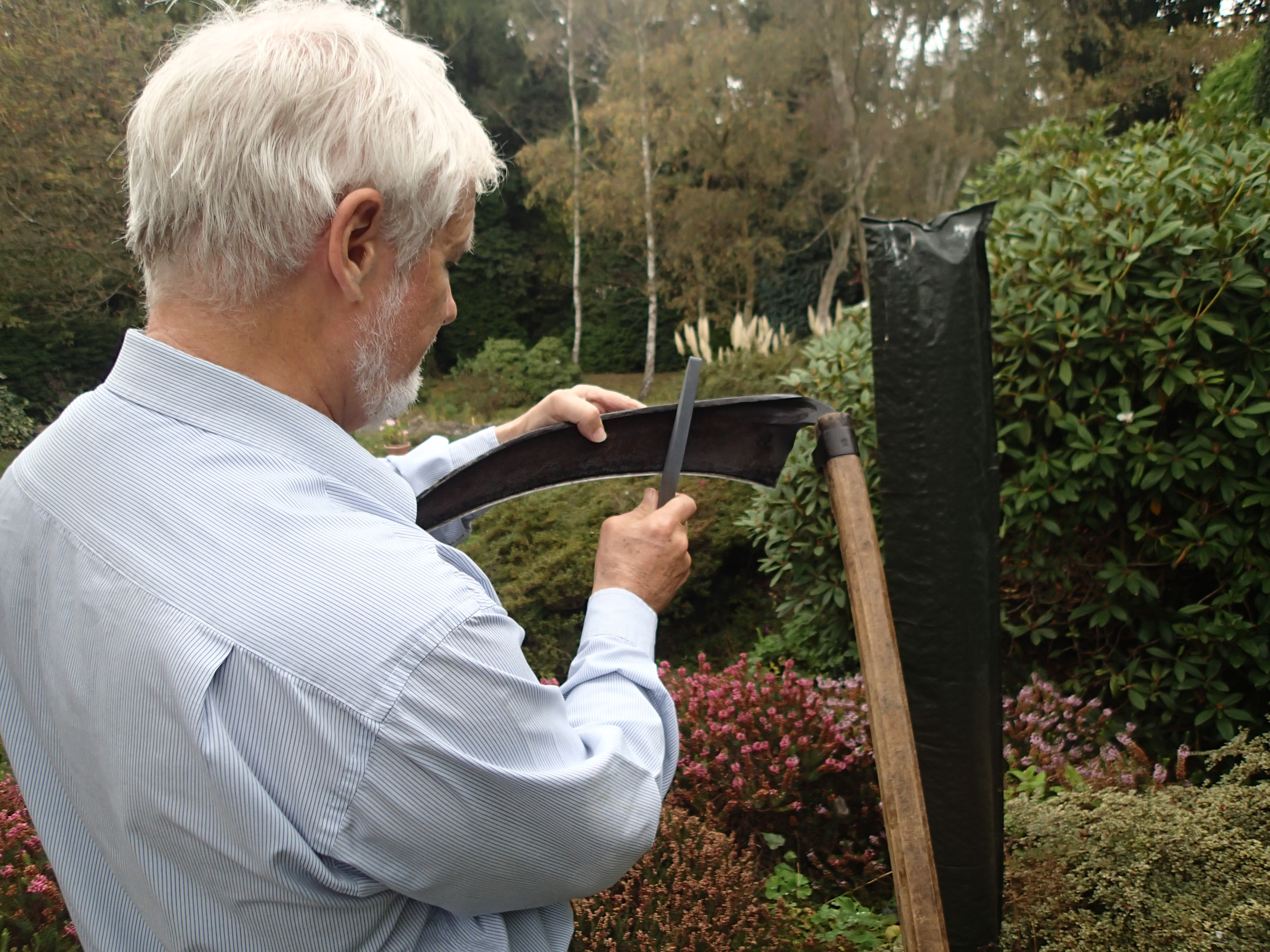
Col·locació d'una rebava a l'exterior de la fulla en esmolar a l'interior
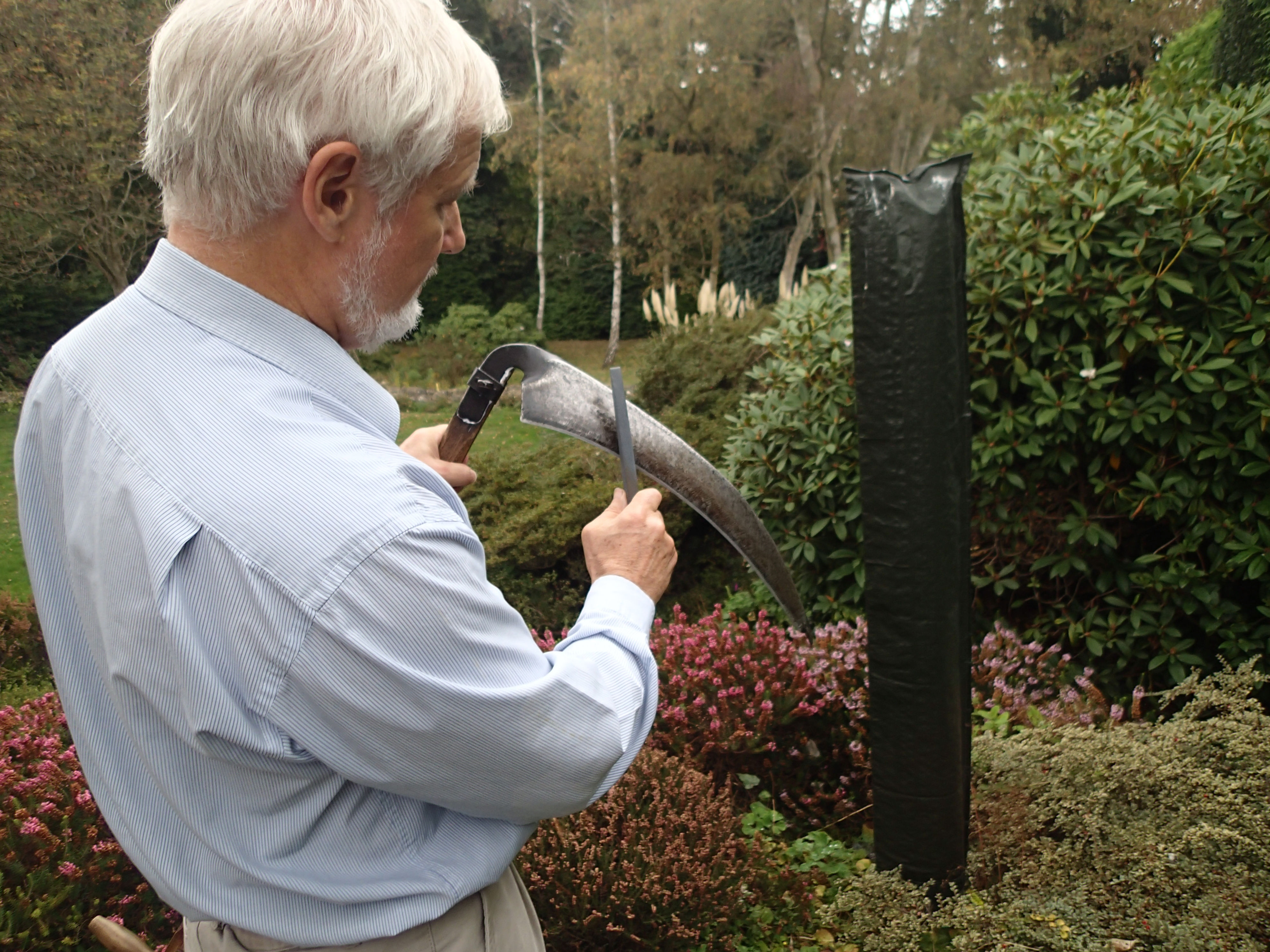
Treure la rebava de l'exterior del full esmolant l'exterior
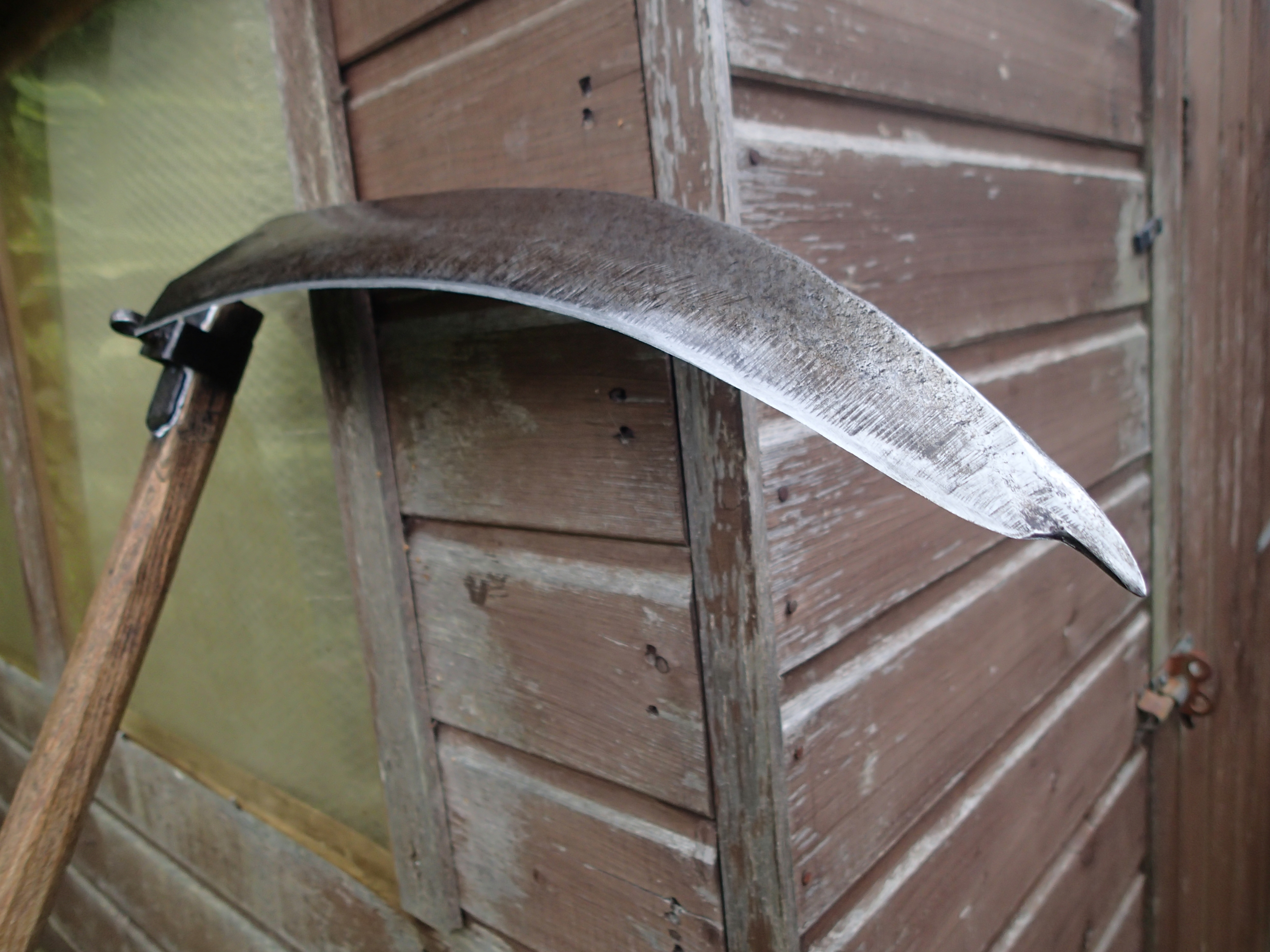
El full acabat
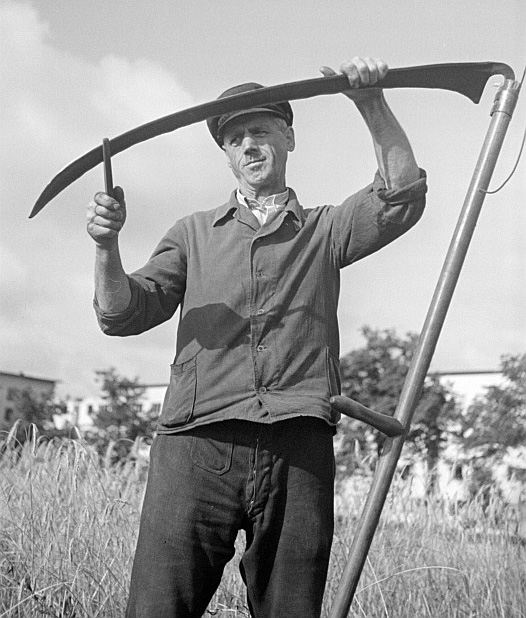
Imatge d'una collita de sègol de 1945, que mostra un full molt llarg que s'esmola a la feina. Arranjament de les rebaves
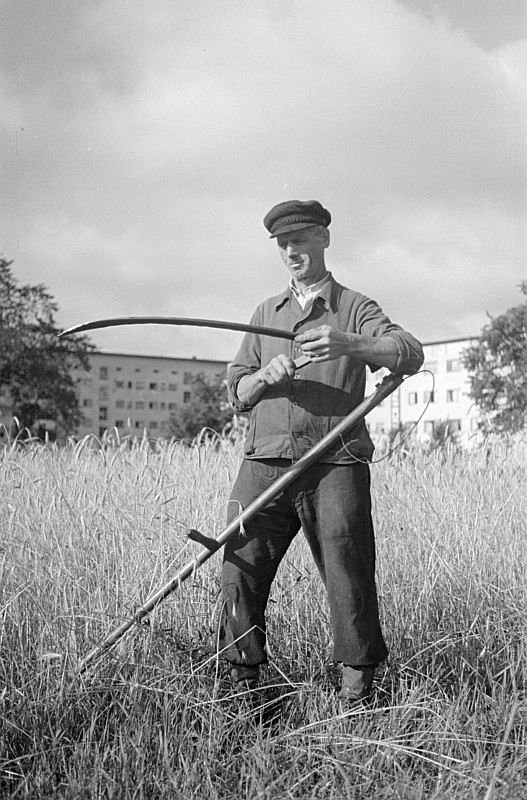
Eliminant la rebava a la cara exterior, llest per tornar a tallar

A diferència de les fulles d'Europa continental, les fulles típiques d'estil americà, anglès i nòrdic estan fetes d'acer més dur i generalment no s'amartellen pel risc de trencar-les. La fulla més dura manté la vora per més temps i requereix un esmolat menys freqüent al camp, però després d'un ús intens o dany, la vora ha de tornar a formar-se mitjançant polit. A causa de la resistència més gran al desgast de l'acer dur i, com a resultat, a la menor necessitat de brunyir, això generalment només s'ha de fer d'1 a 3 cops per temporada. Molts exemples tenen una construcció laminada amb un nucli dur resistent al desgast que proporciona la vora i costats més tous que proporcionen resistència. A les fulles americanes i angleses, l'acer de la vora sol estar revestit pels dos costats amb ferro resistent, mentre que algunes fulles laminades nòrdiques tenen una capa de ferro només a la part superior, i l'acer de la vora comprèn la capa inferior.

## La dalla com a símbol de la mort
En la iconografia es presenten amb una dalla el «Pare Temps», els Quatre genets de l'Apocalipsi i la mort. La mort és interpretada com a segadora de vides humanes per un esquelet humà amb una dalla i en l'arcà número tretze del tarot.